# West Denton (Maryland)
West Denton es un lugar designado por el censo ubicado en el condado de Caroline en el estado estadounidense de Maryland. En el Censo de 2010 tenía una población de 52 habitantes y una densidad poblacional de 67,83 personas por km².

## Geografía
West Denton se encuentra ubicado en las coordenadas 38°53′22″N 75°50′20″O / 38.88944, -75.83889. Según la Oficina del Censo de los Estados Unidos, West Denton tiene una superficie total de 0.77 km², de la cual 0.77 km² corresponden a tierra firme y (0%) 0 km² es agua.

## Demografía
Según el censo de 2010, había 52 personas residiendo en West Denton. La densidad de población era de 67,83 hab./km². De los 52 habitantes, West Denton estaba compuesto por el 80.77% blancos, el 13.46% eran afroamericanos, el 5.77% eran amerindios, el 0% eran asiáticos, el 0% eran isleños del Pacífico, el 0% eran de otras razas y el 0% pertenecían a dos o más razas. Del total de la población el 0% eran hispanos o latinos de cualquier raza.